# Метро-2: Смерть вождя
Метро-2: Смерть вождя (назва на Заході — The Stalin Subway: Red Veil) — комп'ютерна гра в жанрі шутера від першої особи, продовження гри Метро-2, розроблена компанією Orion games та видана компанією Бука у 2006 році.
У грі відтворений московський метрополітен зразка 50-х років. Гравцеві пропонується знову відвідати секретну лінію метро Д-6.

## Оцінки та нагороди
Найстаріший російськомовний ігровий сайт Absolute Games у своїй рецензії на гру поставив їй досить низьку оцінку в 30 % зі статусом «погано». Журналісти критично відгукнулися щодо безглуздого сюжету, порівнявши його з старечим маразмом, непропрацьованого та повністю шаблонного дизайну локацій, дуже поганого ігрового ШІ ботів та загальної трешовості гри. Разом з тим було відзначено інтригуючу сюжетну зав'язку, чий потенціал, однак, зовсім не розкритий. Графіка та інші технології отримали суперечливі відгуки. З одного боку, журналісти відзначили використання нових на той час технологій High Dynamic Range Rendering, Parallax mapping та фізичного рушія PhysX, а з іншого — їх погану реалізацію і загальне старіння ігрового рушія. У результаті рецензенти наступним чином охарактеризували гру: «Такий собі ведмідь у шапці-вушанці, який грає на балалайці і приторговує матрьошками».